# Danh sách số UN từ 0001 đến 0100
Sau đây là danh sách số UN từ UN 0001 đến UN 0100. 
| Số UN              | Lớp  | Tên của chất vận chuyển |
| UN 0001            | ?    | (Số UN không còn sử dụng nữa) Thiết bị báo động, nổ (Số UN không còn sử dụng nữa)                                                |
| UN 0002 to UN 0003 | ?    | (Số UN không còn sử dụng nữa) |
| UN 0004            | 1.1D | Picrate ammonium, khô hoặc ướt với ít hơn 10 phần trăm nước, theo khối lượng                                                     |
| UN 0005            | 1.1F | Hộp chứa vũ khí, với phí nổ |
| UN 0006            | 1.1E | Hộp chứa vũ khí, với phí nổ |
| UN 0007            | 1.2F | Hộp chứa vũ khí, với phí nổ |
| UN 0008            | ?    | (Số UN không còn sử dụng nữa) |
| UN 0009            | 1.2G | Đạn dược, gây cháy nổ có hoặc không có chấn lưu, phí đuổi bắt, hoặc cưỡng bức phí                                                |
| UN 0010            | 1.3G | Đạn dược, gây cháy nổ có hoặc không có chấn lưu, phí đuổi bắt, hoặc cưỡng bức phí                                                |
| UN 0011            | ?    | (Số UN không còn sử dụng nữa) |
| UN 0012            | 1.4S | Hộp chứa vũ khí, đạn trơ hoặc Cartridges, cánh tay nhỏ                                                                           |
| UN 0013            | ?    | (Số UN không còn sử dụng nữa) |
| UN 0014            | 1.4S | Hộp chứa vũ khí, trống hoặc Cartridges, cánh tay nhỏ, để trống                                                                   |
| UN 0015            | 1.2G | Đạn dược, khói có hoặc không có gai, điện giật hoặc sạc                                                                          |
| UN 0016            | 1.3G | Đạn dược, khói có hoặc không có gai, điện giật hoặc sạc                                                                          |
| UN 0017            | ?    | (Số UN không còn sử dụng nữa) |
| UN 0018            | 1.2G | Đạn dược, giọt nước mắt khi sản xuất bằng burster, phí đuổi bắt, hoặc nạp nhiên liệu                                             |
| UN 0019            | 1.3G | Đạn dược, giọt nước mắt khi sản xuất bằng burster, phí đuổi bắt, hoặc nạp nhiên liệu                                             |
| UN 0020            | 1.2K | Đạn dược, độc hại với burster, phí đuổi bắt, hoặc tính phí đẩy                                                                   |
| UN 0021            | 1.3K | Đạn dược, độc hại với burster, phí đuổi bắt, hoặc tính phí đẩy                                                                   |
| UN 0022            | ?    | (UN số không còn sử dụng) Amorces                                                                                                |
| UN 0023 to UN 0026 | ?    | (Số UN không còn sử dụng nữa) |
| UN 0027            | 1.1D | Bột màu đen hoặc thuốc súng, hạt hoặc như một bữa ăn                                                                             |
| UN 0028            | 1.1D | Bột đen, nén hoặc bột thuốc súng, bột nén hoặc bột màu đen, dạng viên hoặc bột thuốc súng, dạng viên                             |
| UN 0029            | 1.1B | Thiết bị nổ, không dùng điện để nổ mìn                                                                                           |
| UN 0030            | 1.1B | Thiết bị nổ, điện, để nổ mìn |
| UN 0031 to UN 0032 | ?    | (Số UN không còn sử dụng nữa) |
| UN 0033            | 1.1F | Bom, với phí nổ |
| UN 0034            | 1.1D | Bom, với phí nổ |
| UN 0035            | 1.2D | Bom, với phí nổ |
| UN 0036            | ?    | (Số UN không còn sử dụng nữa) |
| UN 0037            | 1.1F | Bombs, photo-flash |
| UN 0038            | 1.1D | Bombs, photo-flash |
| UN 0039            | 1.2G | Bombs, photo-flash |
| UN 0040 to UN 0041 | ?    | (Số UN không còn sử dụng nữa) |
| UN 0042            | 1.1D | Tăng cường, không có chất nổ |
| UN 0043            | 1.1D | Bursters, nổ |
| UN 0044            | 1.4S | Mồi, loại nắp |
| UN 0045 to UN 0047 | ?    | (Số UN không còn sử dụng nữa) |
| UN 0048            | 1.1D | Lệ phí, phá dỡ |
| UN 0049            | 1.1G | Hộp mực, đèn flash |
| UN 0050            | 1.3G | Hộp mực, đèn flash |
| UN 0051 to UN 0053 | ?    | (Số UN không còn sử dụng nữa) |
| UN 0054            | 1.3G | Hộp mực, tín hiệu |
| UN 0055            | 1.4S | Các trường hợp, hộp mực, không có sơn lót                                                                                        |
| UN 0056            | 1.1D | Chi phí, chiều sâu |
| UN 0057 to UN 0058 | ?    | (Số UN không còn sử dụng nữa) |
| UN 0059            | 1.1D | Sạc, hình, không có bộ phận kích nổ                                                                                              |
| UN 0060            | 1.1D | Lệ phí, chất nổ bổ sung |
| UN 0061 to UN 0064 | ?    | (Số UN không còn sử dụng nữa) |
| UN 0065            | 1.1D | Dây, đạn, linh hoạt |
| UN 0066            | 1.4G | Dây, thiết bị đánh lửa |
| UN 0067 to UN 0069 | ?    | (Số UN không còn sử dụng nữa) |
| UN 0070            | 1.4S | Dao cắt, cáp, thuốc nổ |
| UN 0071            | ?    | (Số UN không còn sử dụng nữa) |
| UN 0072            | 1.1D | Cyclotrimethylenetrinitramine, ướt hoặc Cyclonite, ướt hoặc Hexogen, ướt hoặc RDX, ướp với không ít hơn 15% nước theo khối lượng |
| UN 0073            | 1.1B | Chất kích nổ cho đạn dược |
| UN 0074            | 1.1A | Diazodinitrophenol, ướp với không ít hơn 40 phần trăm nước hoặc hỗn hợp cồn và nước, theo khối lượng                             |
| UN 0075            | 1.1D | Diethylene glycol dinitrate, desensit hoá với chất lỏng không tan trong nước không giảm không dưới 25%, theo khối lượng          |
| UN 0076            | 1.1D | Dinitrophenol, khô hoặc ướt với dưới 15% nước, theo khối lượng                                                                   |
| UN 0077            | 1.3C | Dinitphenolat kiềm kim loại, khô hoặc ướt với dưới 15 phần trăm nước, theo khối lượng                                            |
| UN 0078            | 1.1D | Dinitroresorcinol, khô hoặc ướt với dưới 15 phần trăm nước, theo khối lượng                                                      |
| UN 0079            | 1.1D | Hexanitrodiphenylamin hoặc Dipicrylamine hoặc Hexyl                                                                              |
| UN 0080            | ?    | (Số UN không còn sử dụng nữa) |
| UN 0081            | 1.1D | Chất nổ, nổ mìn, loại A |
| UN 0082            | 1.1D | Vật nổ, nổ mìn, loại B |
| UN 0083            | 1.1D | Chất nổ, nổ mìn, loại C |
| UN 0084            | 1.1D | Chất nổ, nổ, loại D |
| UN 0085 to UN 0091 | ?    | (Số UN không còn sử dụng nữa) |
| UN 0092            | 1.3D | Đá mìn, bề mặt |
| UN 0093            | 1.3G | Hỏa, trên không |
| UN 0094            | 1.1G | Bột đèn flash |
| UN 0095            | ?    | (Số UN không còn sử dụng nữa) |
| UN 0096            | ?    | (Số UN không còn sử dụng nữa) Bột đèn flash, đèn flash (UN số không còn sử dụng)                                                 |
| UN 0097 to UN 0098 | ?    | (Số UN không còn sử dụng nữa) |
| UN 0099            | 1.1D | Dụng cụ đứt gãy, chất nổ, không có kíp nổ cho giếng dầu                                                                          |
| UN 0100            | ?    | (Số UN không còn sử dụng nữa) |